# Abner Doubleday
Abner Doubleday (ur. 26 czerwca 1819 zm. 26 stycznia 1893) – amerykański oficer i generał. Jego imieniem został nazwany statek transportowy typu Liberty SS „Abner Doubleday”.